# 615년

## 연호
- 수(隋) 대업(大業) 11년
- 신라(新羅) 건복(建福) 32년

## 기년
- 수(隋) 양제(煬帝) 11년
- 신라(新羅) 진평왕(眞平王) 37년
- 고구려(高句麗) 영양왕(嬰陽王) 26년
- 백제(百濟) 무왕(武王) 16년

## 사건
- 10월 19일 - 교황 아데오다토 1세, 68대 로마 교황으로 취임.

## 탄생
- 백제(百濟)의 태자(太子) 부여융(扶餘隆) 탄생

## 사망
- 5월 8일 - 교황 보니파시오 4세, 67대 로마 교황.